# سوناو هوزاکی
سوناو هوزاکی (انگلیسی: Sunao Hozaki؛ زادهٔ ۱۴ مارس ۱۹۸۷) بازیکن فوتبال اهل ژاپن است.